# Oligonychus bruneri
Oligonychus bruneri är en spindeldjursart som först beskrevs av Livshits 1968.  Oligonychus bruneri ingår i släktet Oligonychus och familjen Tetranychidae. Inga underarter finns listade i Catalogue of Life.